# Карагаш (Западно-Казахстанская область)
Карагаш (каз. Қарағаш, до 2007 г. — Новопетровка) — село в Чингирлауском районе Западно-Казахстанской области Казахстана. Административный центр Карагашского сельского округа. Код КАТО — 276643100.

## Население
В 1999 году население села составляло 1074 человека (541 мужчина и 533 женщины). По данным переписи 2009 года, в селе проживало 628 человек (318 мужчин и 310 женщин).